# Малое Марьино
Малое Марьино — деревня в Даниловском районе Ярославской области, в составе Даниловского сельского поселения, центр Марьинского сельского округа. Действует почтовое отделение, связано автобусным сообщением с райцентром и Ярославлем.

## Население
| 2007 | 2010 |
| ---- | ---- |
| 231  | ↘229 |

Деревня была основана примерно 100 лет назад и представляла собой барский дом из красного кирпича и несколько деревянных изб, стоящих вдоль единственной улицы. В 1970—1980-х начала активно застраиваться. Был создан совхоз «Марьино», специализирующийся на выращивании и сборе зерновых, а также на скотоводстве. В начале 1990-х совхоз прекращает свою работу. К настоящему времени в деревне насчитывается 6 улиц: Луговая, Центральная, Молодёжная, Полевая, Новая и Лесная. Так же в населённом пункте присутствует магазин, медпункт, отделение почты, сельский клуб и библиотека.